# Štefan Chrtiansky junior
Štefan Chrtiansky junior (* 17. August 1989 in Detva) ist ein slowakischer Volleyballspieler.

## Karriere
Štefan Chrtiansky junior ist der Sohn des Trainers Štefan Chrtiansky. Er begann seine Karriere im Jahr 2000 bei Hypo Tirol Innsbruck. Dort spielte er zunächst im Nachwuchs, bevor er in die erste Mannschaft aufstieg. Mit den Innsbruckern gewann er von 2009 bis 2012 viermal in Folge die österreichische Meisterschaft. 2010 gab der Außenangreifer sein Debüt in der slowakischen Nationalmannschaft, mit der er 2011 die Europaliga gewann. 2012 wechselte er zum italienischen Erstligisten Trentino Volley und gewann dort das Double aus Meisterschaft und nationalem Pokal. Mit der Nationalmannschaft nahm Chrtiansky an der Europameisterschaft 2013 teil. Danach ging er zum französischen Verein Nantes Rezé Métropole Volley. 2014 zog er sich einen Kreuzbandriss zu. Im gleichen Jahr kehrte er nach Innsbruck zurück. Mit Hypo Tirol gewann er 2015 und 2016 zwei weitere Meisterschaften. Bei den Europaspielen 2015 in Baku erreichte er mit der Slowakei den fünften Rang. Bei der EM 2015 schied die Mannschaft hingegen in der Vorrunde aus. 2017 nahm Chrtiansky an der Weltliga teil. Anschließend wurde er vom deutsch-österreichischen Bundesligisten Hypo Tirol Alpenvolleys Haching übernommen.